# Karin Laukkannen
Karin Laukkannen (Hofors, 31 ottobre 1962) è un'ex cestista svedese.

## Carriera
Con la Svezia ha disputato due edizioni dei Campionati europei (1981, 1983).